# Ладжанури
Ладжану́ри (Ладжинури, Ладжанура; груз. ლაჯანურა) — река в Цагерском муниципалитете Грузии, правый приток Риони. Берёт начало на южном склоне Лечхумского хребта, на высоте 2710 метров над уровнем моря. Длина реки 32 км, площадь бассейна 296 км². Питается снегом, дождем и подземными водами. Паводки случаются весной, летом и осенью, зимой маловодье. Среднегодовой дебет воды 10,5 м³/с. Снабжает Ладжанурскую ГЭС через Ладжанурское водохранилище. Высота устья — 366 м над уровнем моря. 